# Rosa María Barrieras Mombrú
Rosa María Barrieras Mombrú (Barcelona, 1955) es una política española, militante del Partido Popular, ha sido miembro del Comité ejecutivo Provincial en Castellón de dicho partido y teniente de alcalde de Almazora de 1991 a 2003. Posteriormente, fue elegida diputada por la provincia de Castellón en las elecciones a las Cortes Valencianas de 1995, 1999, 2003, 2007 y 2011. Durante su mandato ha sido miembro del consejo asesor de RTVE y vicepresidenta primera de las Cortes Valencianas de 2003 a 2007.